# Sporulation

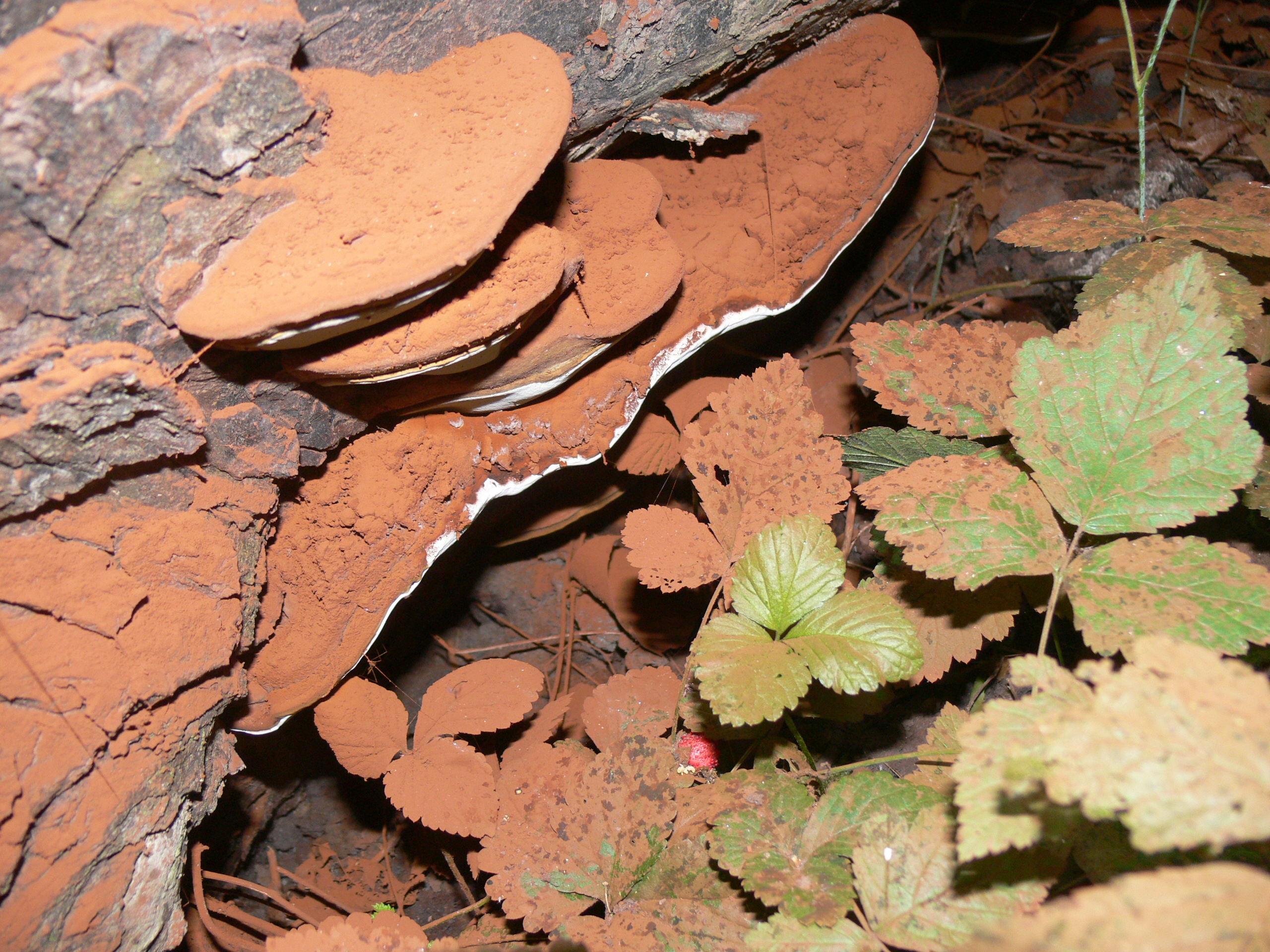
Dépôt de spores autour de deux troncs dont toutes les fructifications de polypores ont sporulé ensemble, juste avant un orage estival, par temps lourd et sans vent (Bois de la Citadelle, 2 juillet 2010, Lille)

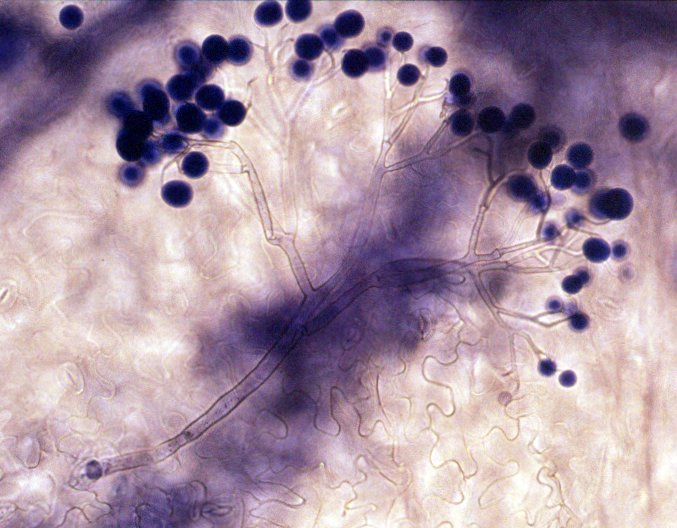
Sporulation de Hyaloperonospora parasitica (Mildiou) dans une feuille dArabidopsis thaliana observée au microscope optique. La coloration au bleu de trypan donne une couleur bleu foncé au cytoplasme de H. parasitica. La structure arbusculaire qui porte les conidiospores s'appelle un conidiophore. C'est la dernière étape du cycle court de H. parasitica.

La sporulation est la formation et la libération de spores, qui se trouvent dans les sporanges, ainsi que la reproduction par spores. 

Ce terme est plutôt réservé à la production des spores végétatives ou conidies.
Les spores sont peu sujettes à la prédation animale (moins que les semences a priori), car ne contenant presque pas de réserves alimentaires. 

Une fois émises, elles sont cependant plus sujettes à la « prédation » fongique et bactérienne. Leur principal avantage semble être que, de toutes les formes de la descendance, les spores exigent le moins d'énergie et de matières pour être produites.

## Les phases de la sporulation
La sporulation comprend généralement 7 phases :
1. la condensation de la masse nucléaire ;
2. la formation du septum par 'invagination de la paroi qui isole le matériel génétique ;
3. la formation de la « préspore » par condensation du cytoplasme ;
4. l'addition d'un cortex (de nature polysaccharidique) ;
5. l'addition des tuniques sporales de nature glycoprotéiques ;
6. la maturation de la spore qui précède l'éjection de la spore
7. formation et dispersion dans l'air le plus souvent chez les champignons en formant un bioaérosol, mais les spores de certaines espèces peuvent aussi être transportés par l'eau, par des insectes et d'autres invertébrés, ou par le pelage ou les plumes d'un animal qui se serait frotté au champignon ou aurait marché sur une vesce par exemple.

## Chez les champignons
- Les spores de la plupart des  champignons, qu'elles soient issues de la reproduction asexuée ou de la reproduction sexuelle ou sporangiospores sont activement dispersées par éjection forcée hors des structures reproductrices. Cette éjection déclenchée par les conditions météorologiques ou par une action mécanique (cas des Vesses-de-loup) assure la dissémination des spores, parfois sur de longues distances. Il est possible de récolter un amas de spores sous un carpophore, la sporée, pour en observer exactement la couleur.

De nombreux champignons donc des mécanismes et caractères physiologiques spécialisés qui concernent la spore ou l'organe de production des spores (ex : hydrophobines permettant l'éjection de spores). La structure de l'asque et l'accumulation de osmolytes dans les fluides des asques contribue chez certaines espèces (Ascomycota) à une véritable décharge explosive des ascospores dans l'air. Le rejet forcé de spores simples dites dans ce cas ballistospores  implique la formation d'une petite goutte d'eau (chute de Buller), qui peut expulser une spore hydrophobe comme un projectile avec une accélération initiale de plus de 10 000 g .
- Dans quelques cas, le champignon est souterrain (ex truffe) : il doit alors faire appel à un animal (écureuil, sanglier) pour disperser ses spores.
- D'autres alternatives existent, impliquant des actions mécaniques (expulsion par compression chez les vesces).
- D'autres champignons attirent les insectes par une couleur et une odeur adaptée (des mouches souvent qui apprécient les odeurs putrides).

## Galerie
Vues au microscope 

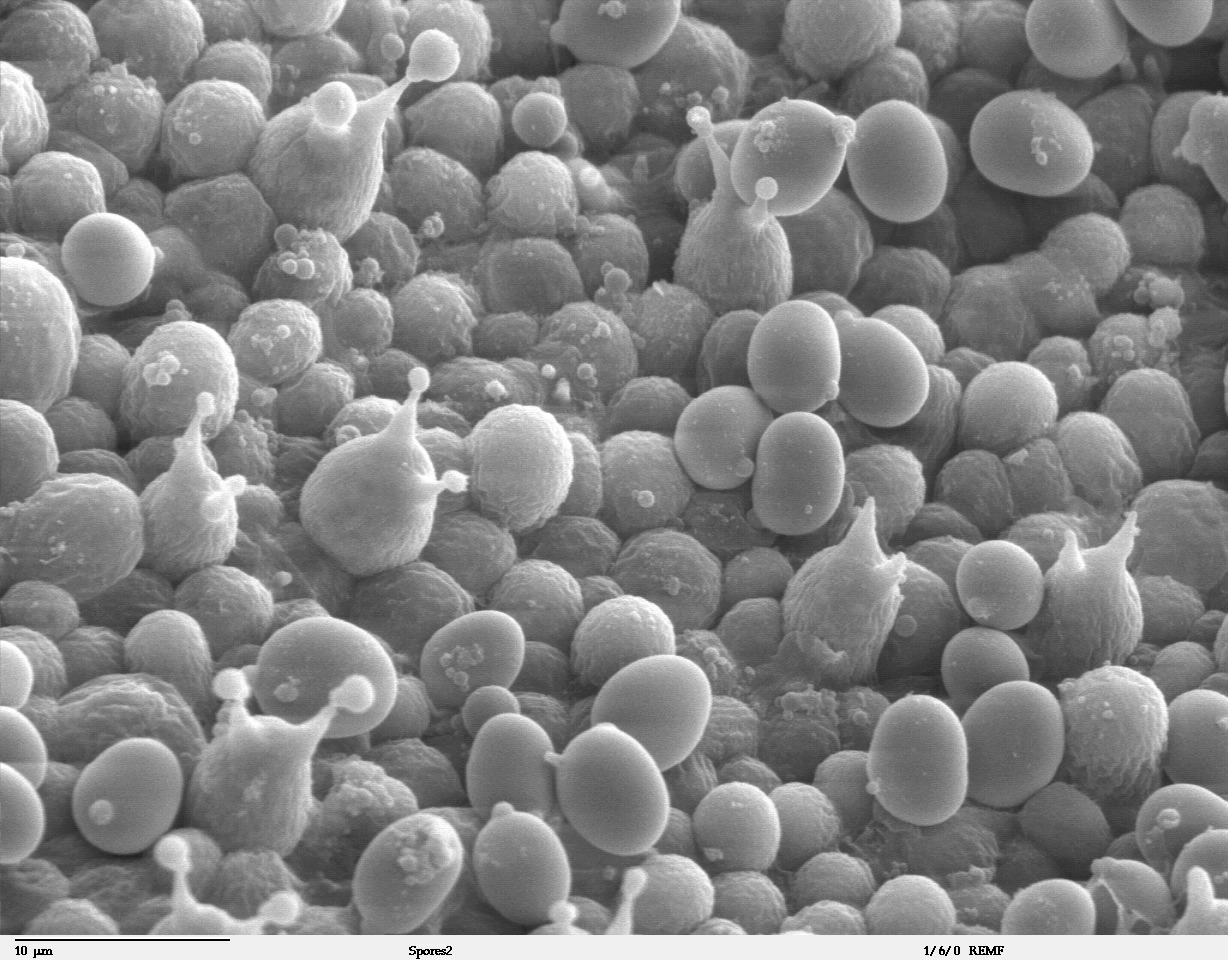
Spores d'Agaricus bisporus
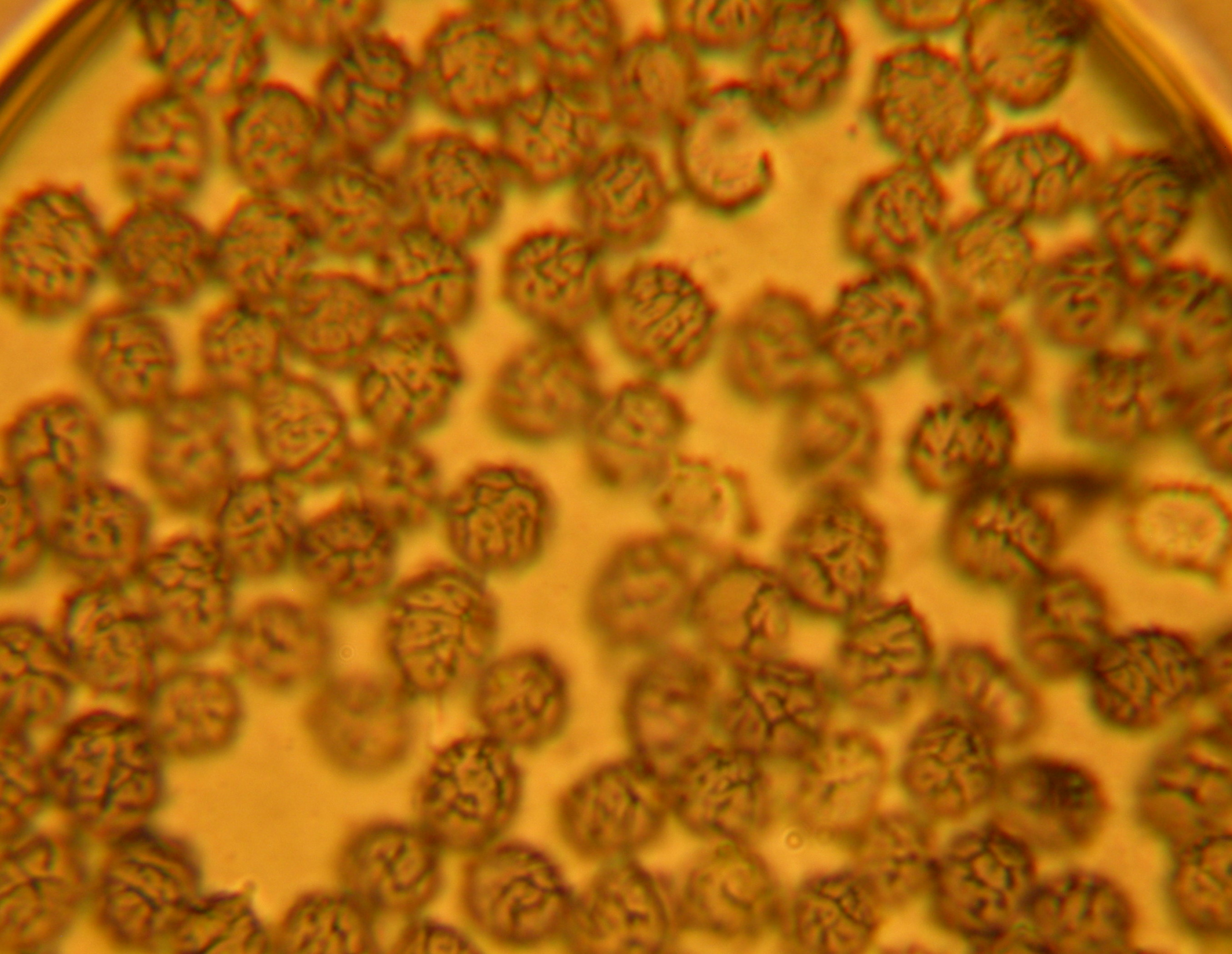
Spores de Lactarius alnicola
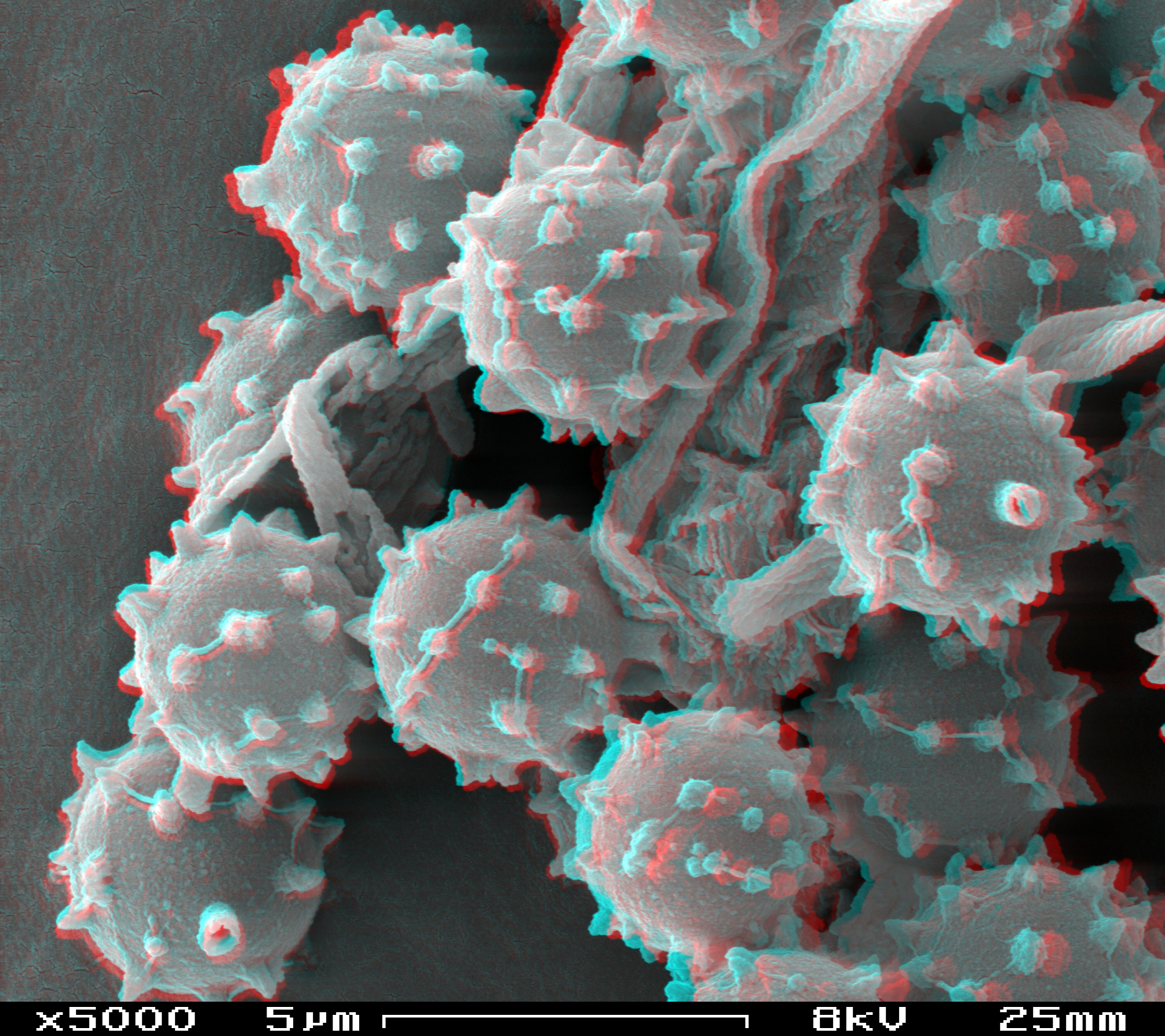
Spores de vesce (stéréoscopie)

Sporulations et spores aéroportées

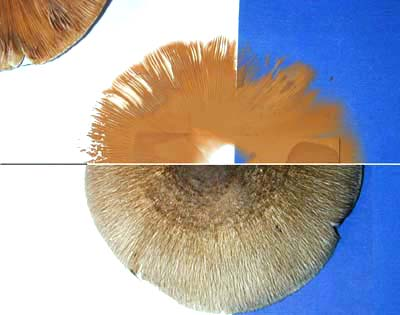
empreinte de sporulation d'un champignon à lamelles (Volvariella volvacea), après 24h
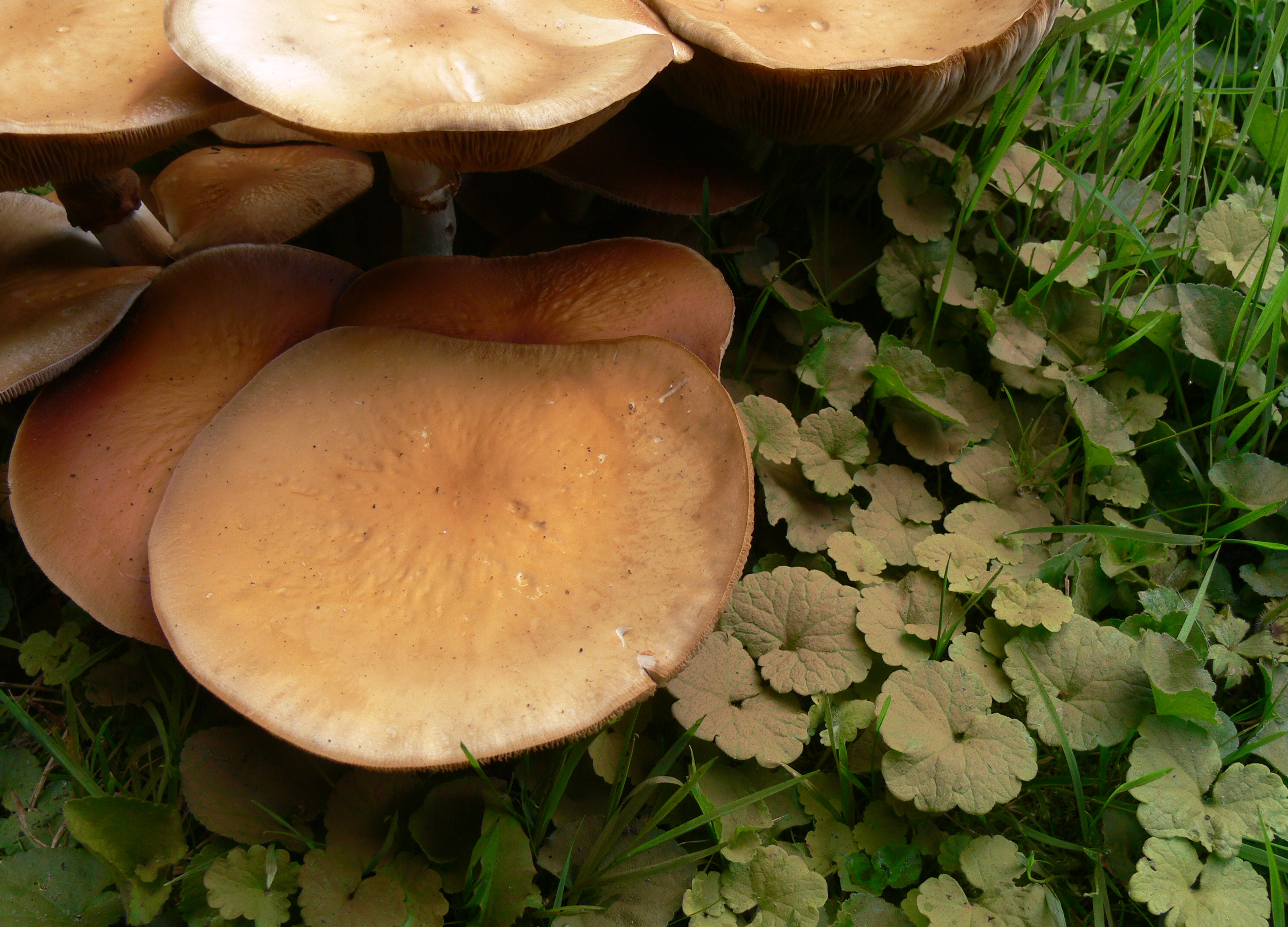
Sporulation d'un champignon à lamelle
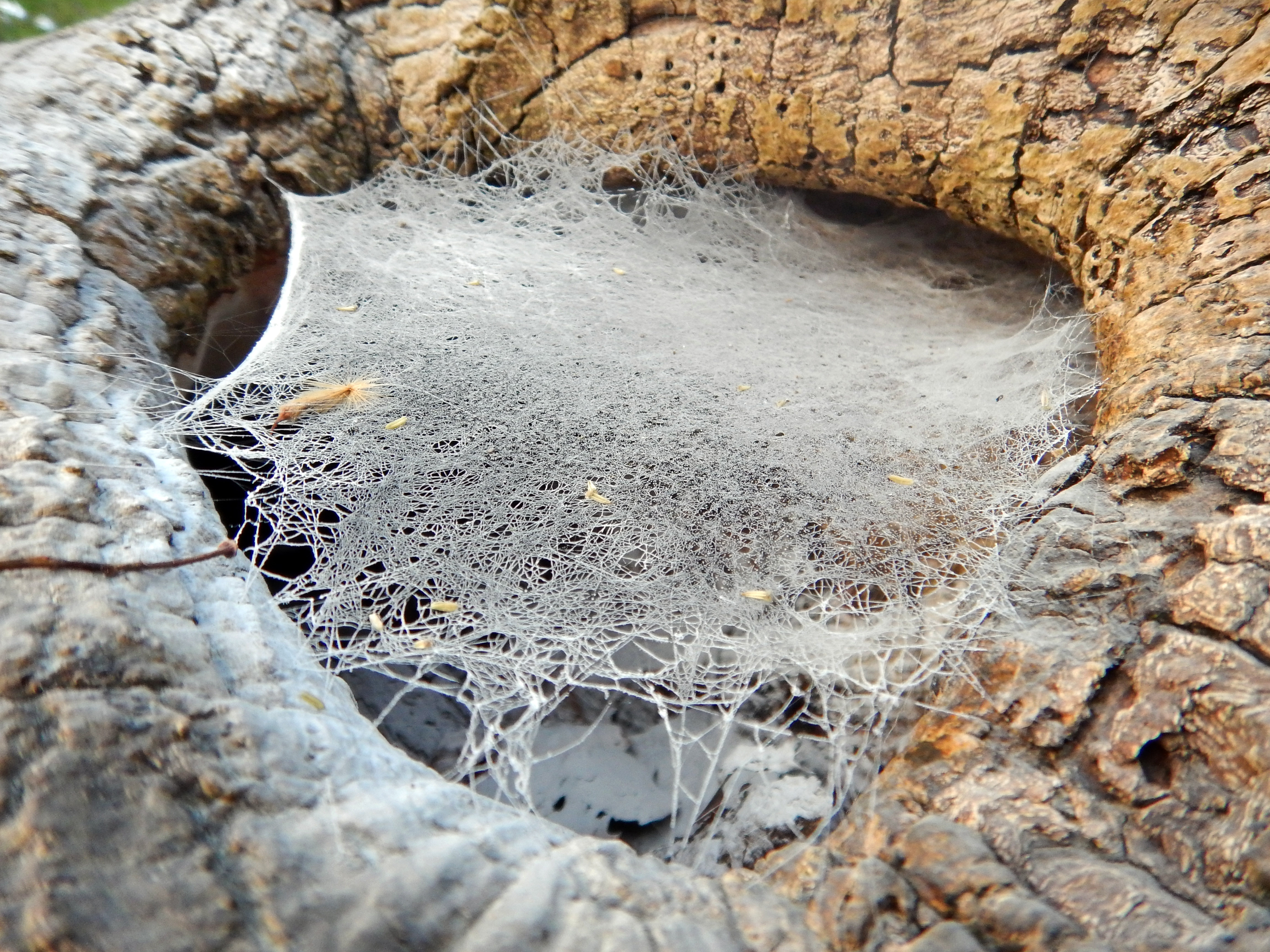
Spores blancs d'un champignon saproxylophage  émises dans une cavité d'arbre mort, en partie piégés par une toile d'araignée
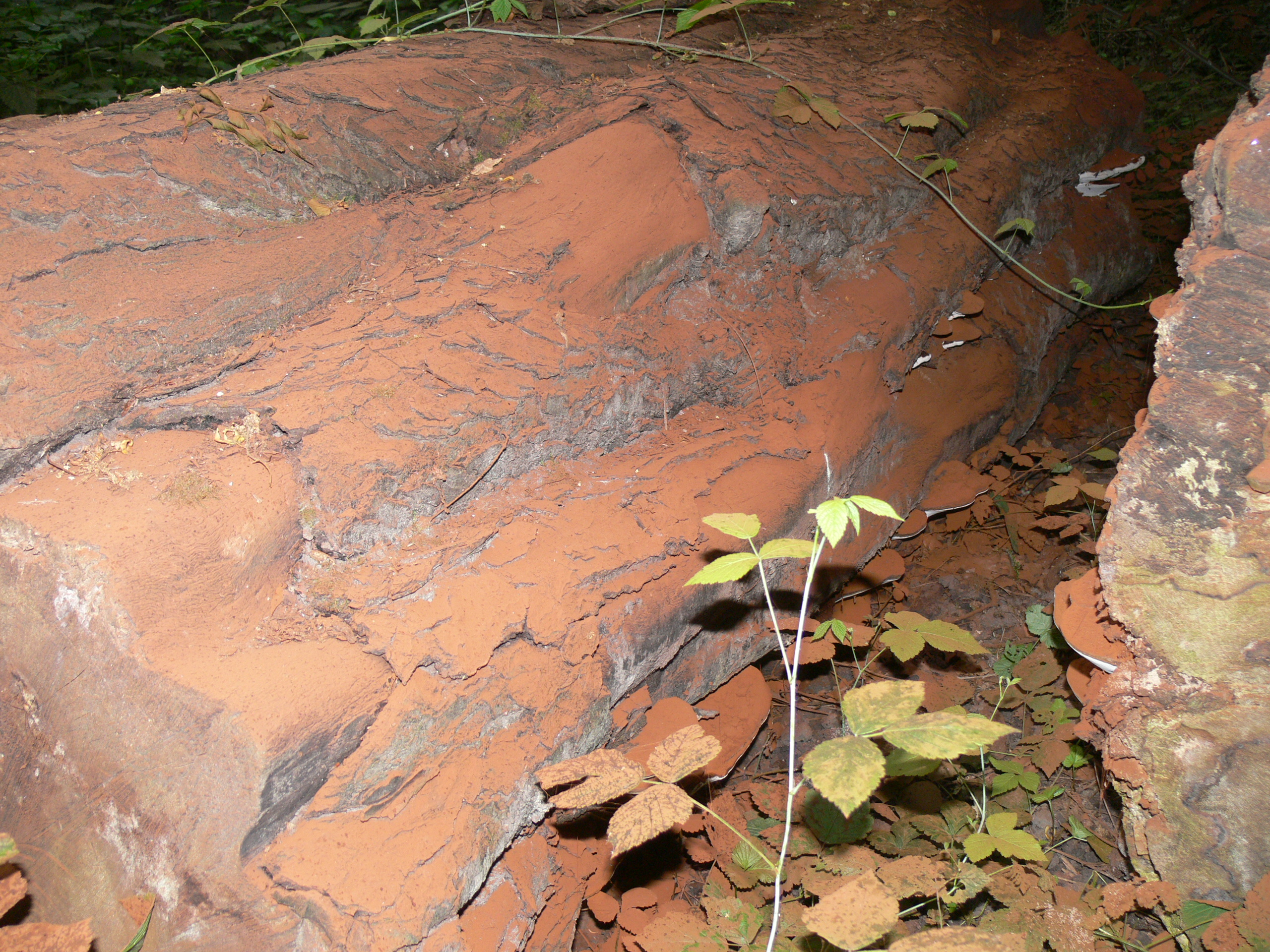
Retombée d'un nuage de spores (polypore), jusqu'à plus de 1 m des "émetteurs" (juillet, nord France)

## Chez les bryophytes
Chez les Bryophytes qui sont des plantes à cormus incomplet (c'est-à-dire une tige qui porte des feuilles, et à sa base fixée par des rhizoïdes) sont des espèces dioïques (2 plantes mâle et femelle pour chaque espèce) . Après la fécondation des 2 gamètes au niveau de l'archégone, un Sporogone (génération sporophytique) commence à se former après plusieurs divisions du zygote (2n). Ce sporogone est formé d'un pédicelle qui porte à son extrémité une capsule recouverte d'une coiffe[n]. La capsule est une urne qui renferme un tissu sporifère  (des cellules à [2n] qui donneront naissance aux spores [n] par méiose) et cette urne est superposée d'un opercule. 
La libération des spores doit se faire pendant une période sèche puisque les spores vont être transportées par le vent, elles doivent donc être légères. La sécheresse implique une déshydratation de la plante, par conséquent le pédicelle qui porte la capsule va se pencher, et ainsi la perte de la coiffe et le détachement de l'opercule,  plus encore cette déshydratation induit à l'éclatement d'un diaphragme et l'écartement des dents de péristomes. Maintenant aucune barrière persiste, les spores sont dispersées au hasard, et chaque spore va germer lorsqu'elle sera déposée dans un endroit où les conditions sont optimales.

## Chez les levures en situation de stress
Lorsque les levures sont placées dans un milieu pauvre en nutriments (SPO) et à temperature en deçà de celle de culture, elles rentrent dans un état de stress et entament une sporulation. Les levures forment alors des tétrades constitués de 4 spores.

## Chez les plantes vasculaires ne produisant pas de fleurs
Les  fougères distribuent leurs spores très légères en les laissant êtres portées par le vent (anémochorie).
Les forêts du passé en ont produit de grandes quantités. Le pétrole provient notamment des immenses quantités de spores produites par les plantes et champignons de l'époque du carbonifère.
Chez la Sélaginelle Selaginella lepidophylla, la dispersion est réalisée en partie par un type inhabituel de diaspore, dite tumbleweed pour les anglophones

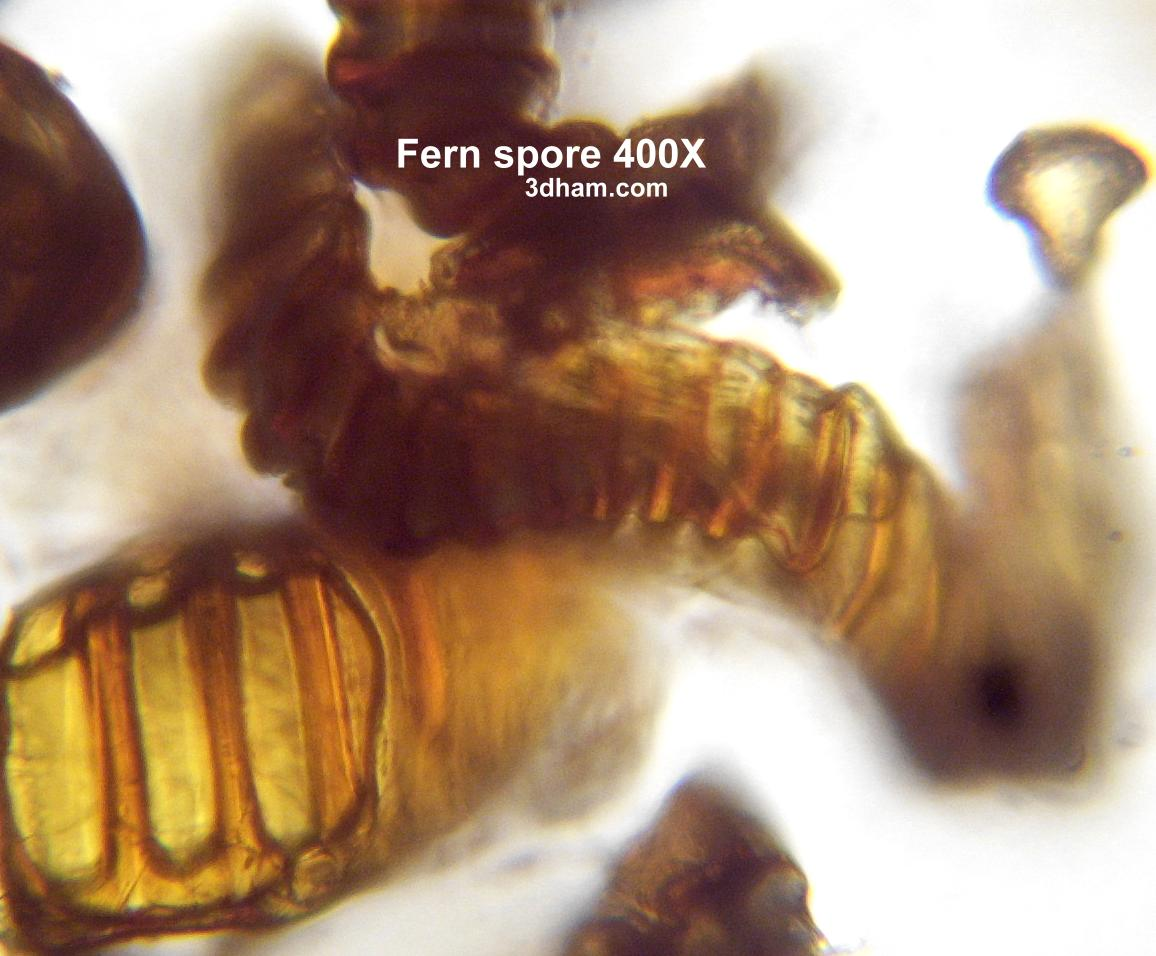
Sporanges de fougère (microscopie, spores non visibles)
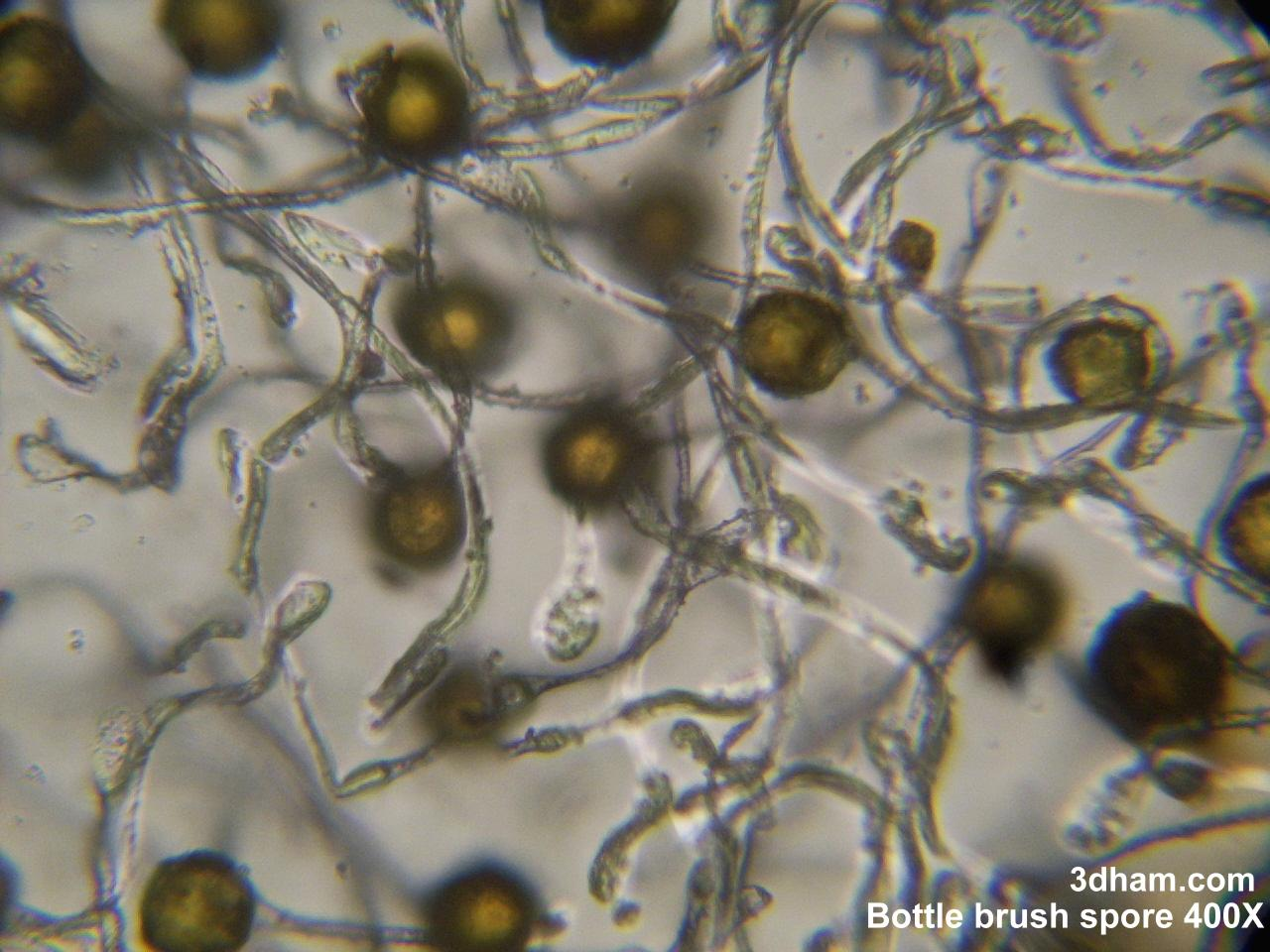
Spores d' Equisetum (microscopie)

## Chez les bactéries
La sporulation consiste en la formation d'une cellule spécialisée, dormante, résistante à la chaleur et à divers stress, et capable, lorsque les conditions redeviennent favorables à la croissance, de germer pour reformer une bactérie viable (Guespin-Michel). On parle alors d'endospores.